# Референдум о сроке президента в Узбекистане (1995)
Всенародный референдум о продлении срока полномочий действующего президента Республики Узбекистан Ислама Каримова до 2000 года состоялся 26 марта 1995 года на территории Узбекистана. Это пока один из трёх (наряду с референдумами 1991 и 2002 годов) всенародных референдумов в истории независимого Узбекистана.

## Предыстория
Ислам Каримов находился у власти в Узбекистане с 23 июня 1989 года, вначале как первый секретарь ЦК Коммунистической партии Узбекской ССР (в составе КПСС), а 24 марта 1990 года был избран Верховным Советом Узбекской ССР президентом Узбекской ССР (в составе СССР) на безальтернативной основе. После обретения независимости Узбекистаном, 29 декабря 1991 года состоялись первые в истории Узбекистана всенародные президентские выборы, на которых действующий президент Ислам Каримов по официальным данным победил своего оппонента от оппозиции Мухаммада Салиха с 87,1 % голосов избирателей.
Срок президентских полномочий Ислама Каримова истекал в декабре 1996 года, но из-за постепенного установления в стране авторитарного режима, подавления и изгнания реальной оппозиции, практически зависимый от президента Олий Мажлис Узбекистана «по многочисленным просьбам народа» принял решение о проведении всенародного референдума о продлении срока полномочий Ислама Каримова до 2000 года, перенося таким образом очередные президентские выборы с 1996 года на 2000 год. К моменту проведения референдума, Ислам Каримов находился во главе Узбекистана уже шесть лет — с 1989 года. Это решение критиковала узбекская оппозиция, часть которой была вынуждена покинуть Узбекистан, а оставшиеся были преследуемы правоохранительными органами — некоторые сидели в тюрьме, остальные были под жестким надзором.
После положительного итога референдума, президент Ислам Каримов публично заявил, что считает данный референдум равнозначным переизбранию себя на второй президентский срок, и в соответствии с действующей тогда Конституции Республики Узбекистан, не будет выдвигать свою кандидатуру на очередных президентских выборах в 2000 году, так как согласно Конституции Узбекистана, один и тот же гражданин Республики Узбекистан не имеет право становиться президентом Узбекистана более двух сроков подряд. Но по мере приближения президентских выборов 2000 года, заявление Ислама Каримова было «забыто» как самим Исламом Каримовым, так и государственными СМИ и чиновниками, и вопреки Конституции, Олий Мажлис Узбекистана принял признанную независимыми экспертами и политологами антиконституционную специальную резолюцию, разрешающую Исламу Каримову вопреки Конституции выдвинуть свою кандидатуру на выборах 2000 года. Следующие (очередные) президентские выборы состоялись 9 января 2000 года, на которых Ислам Каримов официально набрал 91,09% голосов и приступил к своему фактически третьему (не считая президентский срок с марта 1990 года по декабрь 1991 года) президентскому сроку. 

## Результаты
На выборах участвовали 11 млн 245 тысяч 248 человек, или 99,3% избирателей. По итогам референдума, по официальным данным абсолютное большинство (99,6%) голосовавших проголосовали за продление срока полномочий действующего президента до 2000 года.
| Выбор                        | Голосов    | %    |
| ---------------------------- | ---------- | ---- |
| За                           | 11,199,415 | 99,6 |
| Против                       | 40,617     | 0,4  |
| Недействительные/испорченные | 4,996      | –    |
| Всего голосовавших           | 11,245,248 | 100  |
| Общее число избирателей/Явка | 11,319,447 | 99.3 |

## Реакция и оценки
- Международные наблюдатели в ходе голосования на референдуме отмечали многочисленные случаи так называемого коллективного голосования, когда один человек — как правило глава семьи приходил на избирательный участок с паспортами членов своей семьи и фактически голосовал за всю свою семью, хотя это было неприемлемо по закону.
- Международное сообщество, в том числе Европейский союз и США критиковали референдум за отсутствие публичных дебатов относительно законности проведения референдума, за безразличность и молчание государственных органов, которые никак критически не отреагировали на очевидно неконституционное решение о проведении референдума. Это фактически означало их молчаливое согласие на узаконение авторитарного режима Ислама Каримова и согласие на проработку первой почвы для его фактически пожизненного президентства. Независимые международные наблюдатели из стран Запада признали референдум несвободными, так как было очевидным его фальсификация, но признались, что даже они не ожидали такой «рекордной поддержки». Независимые политологи и эксперты отмечали, что даже само проведение такого рода референдума считается фактически узурпацией власти.